# Gramaje

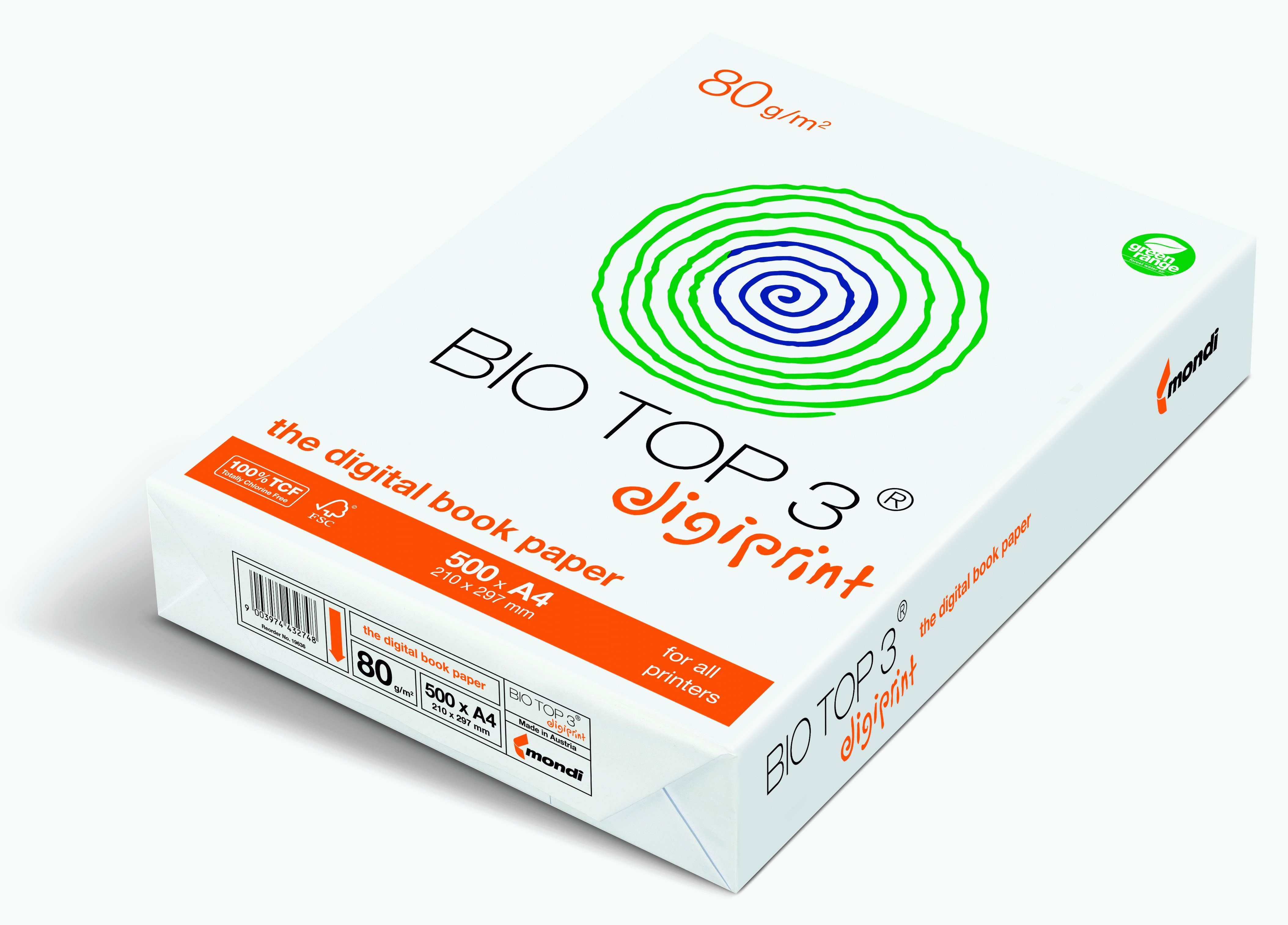
Papel para impresora. En este caso, con un gramaje de 80 g/m²

Se entiende por gramaje o peso base, en la industria papelera y otras textiles, la densidad superficial de papel (u otro material), esto es, su masa por unidad de área. Las dos maneras más comunes de expresar el gramaje son:
- Expresado en gramos de papel por metro cuadrado (g/m²), la densidad superficial es también conocida como gramaje. Esta forma de medida es la que se usa en más partes del mundo.
- Expresado en términos de masa (expresado como peso) por número de hojas, también conocido como peso base (en inglés basis weight). Esta convención utilizada en Estados Unidos y algunos otros países mide el peso base en libras de una resma de 500 hojas (en algunos casos 1000) todavía en crudo, es decir, sin cortar en un formato concreto. En el caso de Japón es expresado como el peso en kilogramos de 1000 hojas.

## Peso base (basis weight)
En los países que usan los formatos de papel estadounidenses, una medida menos directa conocida como peso base es utilizada en lugar del gramaje o de manera conjunta. El peso base del papel es la densidad de papel expresada en términos de la masa (expresada como el peso en libras) de una resma de unas dimensiones dadas (expresadas en pulgadas) y de una cantidad concreta de folios. En el sistema de EE. UU., el peso está especificado en libras avoirdupois y la cantidad de hojas de la resma suele ser 500 hojas. Sin embargo, la masa especificada no es la masa de la resma que es vendida al cliente. Es la masa de la "resma base" sin cortar, en la que las hojas tienen un tamaño algo más largo. A menudo, este tamaño es el utilizado durante el proceso de fabricación antes del corte para obtener la dimensión de la hoja destinada a la venta. Por ello, al calcular la masa por superficie, uno debe saber:
- la masa de la resma base,
- el número de hojas de esa resma, y
- las dimensiones "sin cortar" de la hoja de esa resma.

Las dimensiones estándar y la cantidad de hojas de una resma varían según el tipo de papel. Estos tamaños bases "sin cortar" normalmente no están etiquetados sobre el producto, ni formalmente estandarizados, y, por lo tanto, se tiene que adivinar o deducir de alguna manera su tamaño directamente desde la práctica comercial. Históricamente, esta convención ha sido producto de cuestiones pragmáticas como el tamaño del molde de la hoja a fabricar.
Al usar el mismo tamaño base de hoja para mismo tipo de papel, los consumidores pueden comparar fácilmente papeles de diferentes estilos. El papel bond de 20 libras es siempre más ligero y delgado que papel bond de 32 libras, independientemente de cual sea el tamaño del papel cortado. Papel bond de 20 libras en formato carta y en DIN A4 tiene el mismo peso base (y el mismo gramaje) presentando tamaños diferentes.
No obstante, una hoja papel de copia común que tenga 20 libras de peso base (9,1 KG) no tendrá la misma masa que una hoja del mismo tamaño de papel coarse (de periódico). En el primer caso, la resma estándar es de 500 hojas de 17 x 22 pulgadas (432 x 559 mm), mientras que en el segundo hablamos de 500 hojas de 24 x 36 pulgadas (610 x 914 mm). Aquí están algunos tamaños básicos de resmas según el tipo de papel. Las unidades son pulgadas a excepción de las indicadas:
| Tipo de papel              | Formato de papel | Hojas por resma         |
| Bond, writing, ledger      | 17" x 22"        | 500                     |
| Manuscript cover           | 18" x 31"        | 500                     |
| Blotting                   | 19" x 24"        | 500                     |
| Box cover                  | 20" x 24"        | 500                     |
| Cover                      | 20" x 26"        | 500 or 1000             |
| Bristol and tag            | 22½" × 28½"      | 500                     |
| Tissue                     | 24" x 36"        | 480                     |
| Newsprint                  | 24" x 36"        | 500                     |
| Hanging, waxing, bag, etc. | 24" x 36"        | 500                     |
| Book, Text, Offset         | 25" x 38"        | 500                     |
| Index bristol              | 25½" × 30½"      | 500 sheets              |
| Paperboard (all types)     | 12" x 12"        | 1000 (1000 sq.ft./ream) |

## Gramajes de acuerdo con el uso
- Papel de fumar entre 12 y  25 g/m²
- Papel de periódico 42 g/m²
- Impresión - Escritura: 65 -80 - 90 g/m²
- Dibujo: 90 - 150 g/m²
- Cartón  120g/m²
- Fotografía 10 x 15 normal: 175 g/m²
- Fotografía 10 x 15 Calidad: 250 g/m²
- Libro Tapa blanda: 240 - 250 g/m²
- Acuarela: 300 - 600 g/m²